# Lupettiana parvula
Lupettiana parvula is een spinnensoort in de taxonomische indeling van de buisspinnen (Anyphaenidae).
Het dier behoort tot het geslacht Lupettiana. De wetenschappelijke naam van de soort werd voor het eerst geldig gepubliceerd in 1903 door Nathan Banks.